# مكرم دبوب
مكرم دبوب (من مواليد 23 ديسمبر 1972) هو مدرب كرة قدم تونسي ولاعب سابق. وهو المدير الفني السابق للمنتخب الفلسطيني. عمل مدرباً لحراس المرمى بالمنتخب الأولمبي. وأشرف على المنتخب المحلي الفائز بكأس بانغاباندو 2020 في بنجلاديش. وقبل ترقيته لتدريب منتخب فلسطين في أبريل 2021، كان مدربا لحراس المرمى. خلال مسيرته الكروية، أمضى أيضًا بعض الوقت في الترجي الرياضي التونسي منذ تأسيسه. واعتزل اللعب عام 2009.